# Cool Hand Peter
Cool Hand Peter (titulado La fuga de Peter en Hispanoamérica y Peter el indomable en España) es el octavo episodio de Décima temporada de la serie de televisión animada padre de familia. Se estrenó originalmente el 4 de diciembre de 2011 en los Estados Unidos mediante FOX.El episodio trata acerca de que Peter junto con sus amigos Glenn, Joe y Cleveland (quién ha regresado a Quahog) deciden hacer un viaje a New Orleans, Louisiana.Mientras van en camino son detenidos y encarcelados por el Sheriff quién abusa de su poder y pone Marihuana en el portaequipajes del automóvil. Posteriormente el grupo trata de escapar de la cárcel y regresar a Quahog.
El episodio sirvió de seguimiento a la salida del personaje principal Cleveland Brown, quien dejó Padre de familia con el fin de protagonizar su propio Spin-off llamado The Cleveland Show.el miembro del reparto principal, y el exescritor de la serie Mike Henry volvió a la serie para dar la voz de Cleveland. El episodio también aparece un cruce entre Padre de familia y The Cleveland Show, ambos de los cuales fueron creados por el productor ejecutivo Seth MacFarlane, e incluyó apariciones de dos de los personajes principales de The Cleveland Show.
Anunciada por primera vez en el San Diego Comic-Con International 2011, el episodio fue escrito por Artie Johann y Shawn Ries, y dirigida por Brian Iles. El episodio fue duramente criticada por los críticos por su historia y por ello no estar a la altura de la película de 1967 La leyenda del indomable.De acuerdo con Nielsen, fue visto por 7,14 millones de personas en su emisión original. El episodio contó con actuaciones de artistas invitados por Ralph Garman, Bob Gunton, Sanaa Lathan, Sharpe Julius, y Jennifer Tilly, junto con varios actores de voz recurrentes invitados de la serie.

## Argumento
Cuando Cleveland Brown vuelve a Quahog durante una semana, él visita a su viejos amigos,
Peter, Joe y Quagmire. Cuando Peter se cansa de su esposa, Lois, que siempre es exigente con él para hacer las tareas, el grupo decide tomar un viaje por carretera a New Orleans, Louisiana. Mientras que sus maridos están lejos, Lois, Bonnie y Donna disfrutan de "tiempo de chicas" y comienzan a hacer travesuras en las que incluyen vestir a Brian con un humillante traje de abejorro.
Mientras conduce por una zona rural de Georgia, Peter y su grupo es detenido por Nichols, el sheriff local, y Peter se esfuerza por hablar tan molesto y groseramente a él como sea posible.Pero el Sheriff es más ofendido por el intento de Cleveland a explicarse con calma, que lo impulsaron a golpear a uno de los faros y plantar una bolsa de marihuana en su portaequipaje. El grupo son enviados a un campo de trabajo del condado donde se les obliga a realizar diversas tareas, incluyendo excavación de zanja y de trituración de roca. A medida que su estancia en la cárcel supuestamente llega a su fin, el director entonces se les acerca y les dice que su estancia se ha ampliado.Aprendiendo de otro prisionero que estará encerrado por siempre, el grupo deciden salir de la cárcel cuando los ojos de los guardias de seguridad estuvieran desviados. Teniendo éxito al salir, se refugian en una casa donde descubren llaves de grilletes.
Luego descubren que están en la casa del alguacil, que regresa poco después. Peter intenta hacerse pasar por su esposa mientras se escondía en un armario, y convence al sheriff para que los fugitivos queden en libertad. Este intercambio termina con el sheriff pidiendo un abrazo, lo que hace Peter saltar fuera del armario y revelar el grupo, lo que hace que el sheriff a perseguirlos después de revelar que él nunca se casó.Entonces toda la policía entera va tras ellos. La policía entonces todo viene después de ellos, hasta que son capaces de saltar a un tren y llegar a Quahog, sólo para ser recibidos por el sheriff y sus ayudantes.Sin embargo, Joe había llamado previamente a la policía de Quahog para que los rescataran.Joe entonces rompe vehículo del sheriff y le dispara en la pierna como castigo por el abuso del Sheriff hacia el grupo, afirmando que el hecho de que tiene una tarjeta de identificación, no significa que se puede tratar a nadie como él quiere. Sin duda, Joe enojado exige al sheriff y a sus ayudantes dejar Quahog, a los que lo hacen de mala gana. Al final del espectáculo, Peter reconoce que han hecho una recapitulación de lo que han aprendido cientos de veces y sólo murmura la cadencia, el cual es recogido por Lois y su familia.

## Producción y desarrollo

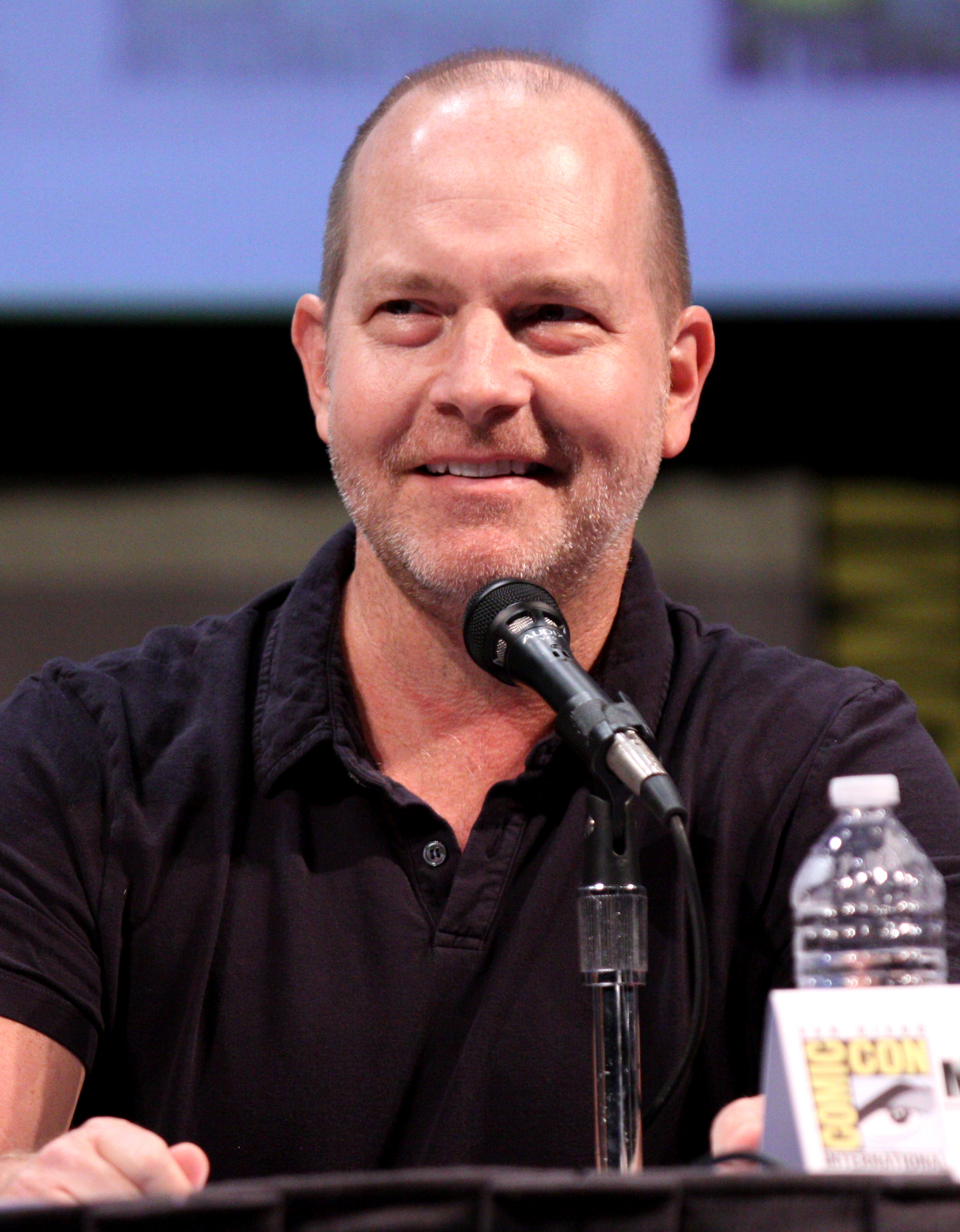
Mike Henry regresó como Cleveland al episodio.

El episodio fue dirigido por Brian Iles y escrito por Artie Johann y Shawn en su primer episodio de la serie. Peter Shin y James Purdum sirvieron como directores de supervisión, con Andrew Goldberg, Alex Carter, Porter Spencer, Blasucci Anthony, Desilets Mike, y Deepak Sethi servir como escritores de personal para el episodio. El compositor Walter Murphy, quien ha trabajado en la serie desde su inicio, volvió a componer la música para el episodio. El episodio se vio la reaparición del exmiembro del elenco principal Mike Henry como la voz de Cleveland Brown. El actor había abandonado previamente el papel de Padre de Familia, con el fin de esteralizar como el personaje de su propio spin-off, titulado The Cleveland Show, que fue cocreado por Henry. Sanaa Lathan, que interpreta a Donna Tubbs en The Cleveland Show, también interpretó a su personaje en el episodio. "Cool Hand Peter" fue anunciado por primera vez en el San Diego Comic-Con International 2011 en 23 de junio de 2011 por los showrunners y productores ejecutivos Steve Callaghan y Mark Hentemann.
Además del elenco regular y Lathan, el actor Bob Gunton, el actor de voz Julius Sharpe, y la actriz Jennifer Tilly, quien interpretó el sheriff, el alcaide, UPS Guy y Bonnie Swanson, respectivamente, fueron estrellas invitadas en el episodio. Danny Smith, el escrito Alec Sulkin, el actor de voz Ralph Garman, y el escritor John Viener hicieron apariciones menores en todo el episodio. Los Miembros recurrentes del elenco Adam West, y Patrick Warburton también apareció en el episodio, interpretando a los personajes de Adam West y Joe Swanson, respectivamente.